# Iwan Simolin
Iwan Matwiejewicz Simolin (ur. 1720, zm. 1799) – rosyjski dyplomata.

## Życiorys
W 1743 rozpoczął pracę w biurze spraw zagranicznych. W latach 1744–1757 był sekretarzem ambasady rosyjskiej w Danii, a w 1757 ambasady w Austrii. W latach 1758–1773 minister-rezydent za sejmie Rzeszy w Ratyzbonie.
W latach 1773–1774 poseł w Danii.
W latach 1774–1778 Simolin był ambasadorem Rosji w Sztokholmie.
W czasie trwania obrad Riksdagu (1778–1779) Simolin i ambasador duński Christian Fredrik von Gyldencrone wspólnie przygotowywali konspiracje malkontentów, którzy mieliby przeciwstawić się próbom wzmocnienia władzy królewskiej jaki przedsiębrał Gustaw III i którzy zwróciliby się do Rosji i Danii o przywrócenie konstytucji demokratycznej z 1720 (jaka obowiązywała w tzw. erze wolności (1718–1772)). Miało to dać Danii i Rosji pretekst do inwazji Szwecji. Axel von Fersen zagadywany przez Rosjan i Duńczyków i zachęcany do udziału w konspiracji nie tylko odmówił, lecz wydał konspiratorów.
Simolin został odwołany do Rosji, by nie rozdrażniać rządu Gustawa III. Następca Simolina Iwan Rückman dostał polecenie nie mieszać się w szwedzką politykę, lecz jedynie obserwować poczynania króla i rządu szwedzkiego.
W latach 1779–1784 Iwan Simolin był ministrem-plenipotentem Rosji w Wielkiej Brytanii. Jego sekretarzem był tam Anglik Johnson Newman.
W latach 1785–1792 Iwan Simolin był rosyjskim ambasadorem w Paryżu. W 1787 zawarł z Francuzami korzystny traktat o handlu i nawigacji. W 1792 odwołany z Paryża (został tam tylko jego podkomendny Michaił Nowikow) z powodu zamieszek rewolucyjnych. Zachował jednak tytuł ambasadora Rosji we Francji i jako taki wizytował francuskie oddziały kontrrewolucyjne w Belgii i w Niemczech.